# Becca Ward
Becca Ward, född den 7 februari 1990 i Grand Junction, Colorado, är en amerikansk fäktare och före detta världsmästare. Hon tog VM-guld i damernas individuella tävling i sabel i Turin 2006. Två år senare tog hon OS-brons i samma disciplin vid de olympiska fäktningstävlingarna i Peking. Hon tog även brons i damernas lagtävling i sabel vid samma olympiska spel.